# 立法評議会 (パレスチナ)
立法評議会（りっぽうひょうぎかい、アラビア語: المجلس التشريعي الفلسطيني,英: The Palestinian Legislative Council、略称:PLC）は、パレスチナの立法府。

## 概要
1996年、パレスチナ自治政府の発足に伴い立法機関として設置された。2006年、第2回総選挙の結果を受けてハマースが内閣を組織した。しかし翌2007年、ファタハとの武力衝突「ガザの戦闘」を経て、自治政府は分裂。以降、評議会は実質停止している。

### 選挙権
- 選挙権 - 18歳以上のガザ地区、ヨルダン川西岸地区、エルサレムに居住するパレスチナ人。事前に選挙人登録が必要。
- 被選挙権 - 28歳以上のパレスチナ人

### 任期
評議会の設置時、任期は暫定自治の終了までと規定されていたが、2005年の基本法改正により4年と規定。

## 地位

### 選出方法
大選挙区比例代表並立制

### 定数
132名。2005年の基本法改正までは88名。

## 権能
立法評議会は行政権の監督、内閣の信任、予算案や法案の審議、基本法の改正を行う。立法評議会議員は、選挙法の定める直接普通選挙により選出され、その定数は132名である（2005年の選挙法改正以前は88名）。

### 選挙結果
| 候補者名簿団体                    | 獲得議席 | 獲得議席 | 獲得議席 |
| 候補者名簿団体                    | 選挙区   | 比例区   | 計       |
| 変革と改革(ハマース)              | 45       | 29       | 74       |
| ファタハ                          | 17       | 28       | 45       |
| パレスチナ解放人民戦線（PFLP）    | 0        | 3        | 3        |
| オルタナティヴ（The Alternative） | 0        | 2        | 2        |
| 無所属のパレスチナ                | 0        | 2        | 2        |
| 第3の道（Third Way）              | 0        | 2        | 2        |
| 無所属                            | 4        | 0        | 4        |
| 計                                | 66       | 66       | 132      |